# Dime Jankulovski
Dime Jankulovski, född 18 juni 1977 i Göteborg, är en svensk före detta fotbollsmålvakt som har spelat i det allsvenska laget Gais där han även varit assisterande tränare. Hans moderklubb är Rannebergens IF. 
Jankulovski kom till Gais inför säsongen 2005 från norska division ett-klubben Raufoss och var en stor anledning till att Gais lyckades kvala sig upp till Allsvenskan samma år. Säsongen 2010 förlängde han kontraktet med Gais till 2013.
Inför säsongen 2014 skrev han kontrakt som huvudtränare för division 2-klubben Lärje/Angered IF.
Jankulovskis föräldrar kommer från Nordmakedonien.